# Красносёловка (Крым)

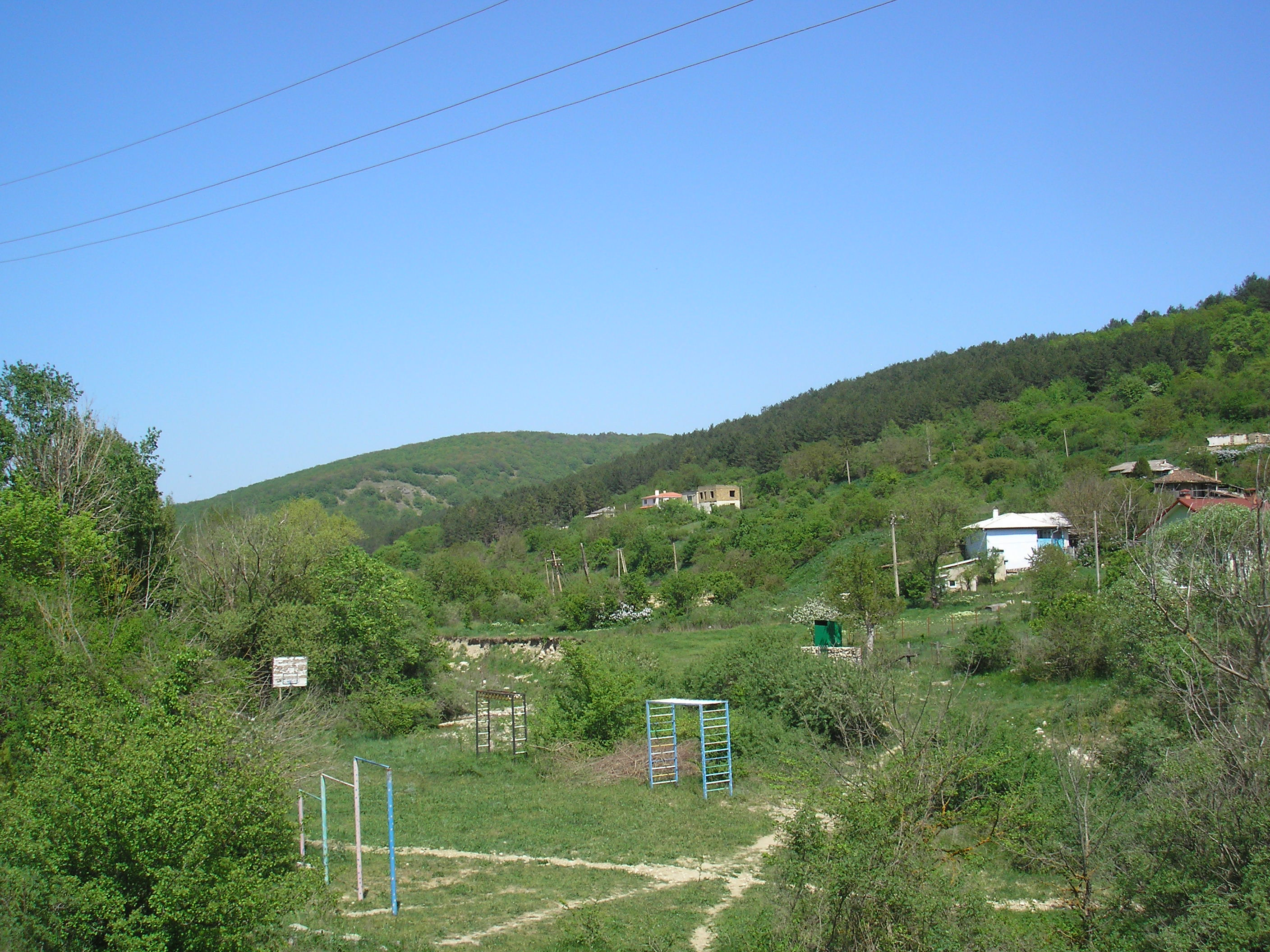

Красносёловка (до 1945 года Ени́-Сала́; укр. Красноселівка, крымскотат. Yeñi Sala, Енъи Сала) — село в Белогорском районе Республики Крым, входит в состав Криничненского сельского поселения (согласно административно-территориальному делению Украины — Криничненского сельсовета Автономной Республики Крым).

## Название
Историческое название села — Ени-Сала (ени — новый, сала — деревня, тюрк. новая деревня). Также встречается вариант Малая Янисоль

## Население
| 2001 | 2014 |
| ---- | ---- |
| 74   | ↘55  |

Всеукраинская перепись 2001 года показала следующее распределение по носителям языка
| Язык             | Процент |
| ---------------- | ------- |
| русский          | 85.14   |
| украинский       | 8.11    |
| крымскотатарский | 5.41    |

### Динамика численности
| - 1805 год — 128 чел. - 1864 год — 180 чел. - 1889 год — 436 чел. - 1892 год — 508 чел. - 1897 год — 545 чел. - 1900 год — 604 чел. - 1915 год — 369/80 чел. | - 1926 год — 480 чел. - 1939 год — 485 чел. - 1989 год — 24 чел. - 2001 год — 75 чел. - 2009 год — 22 чел. - 2014 год — 55 чел. |

## Современное состояние
На 2017 год в Красносёловке числится 9 улиц; на 2009 год, по данным сельсовета, село занимало площадь 7,6 гектара на которой, в 15 дворах, проживало 22 человека.

## География
Красносёловка горное село на юге района, в долине Главной гряды Крымских гор, в верховьях реки Танасу, у впадения в неё притоков — ручья Бойсу слева и балок Ти-Дере и Подбучина (ранее — «Юркин-Баштан») — справа, высота центра села над уровнем моря — 382 м. Ближайшее село Головановка — 4 км на север. Расстояние до райцентра — около 15 километров (по шоссе), до ближайшей железнодорожной станции Симферополь — примерно 59 километров. Транспортное сообщение осуществляется по региональной автодороге 35Н-116 Приветное — Белогорск (по украинской классификации — С-0-10340).

## История
Ени-Сала — большое старинное село в горном Крыму, в районе, населённом крымскими греками — потомками готов и аланов. Первое документальное упоминание села встречается в 1634 году в Джизйе дефтер Лива-и Кефе  — Османских налоговых ведомостях, согласно которым в Йени-Сала записаны 13 дворов иноверцев, все переселившиеся из прибрежных сёл, вследствие более высоких, чем в Крымском ханстве налогов и спасаясь от набегов казаков (из Партенита — 1 двор, Капсихора — 2, Улу Узеня — 3, Демирджи — 3 и Куру-Узеня — 4 двора). В то же время из селения выехало 6 дворов иноверцев: в Бешев — 2 двора, Инкерман, Качи-Калйан, Коклус и Узенбаш по 1 двору. В тех же налоговых ведомостях за 1652 год в селениях Кара Коба вместе с Йани Сала, находящемся на земле хана, поимённо перечислены выходцы из Корбекли — османские подданные немусульмане. Существует версия, что в конце XV — начале XVII века в селении была построена мечеть, с источником при ней (в настоящее время остались руины). На самом деле, мечеть была перестроена в начале XX в. из старой греческой церкви. По «Ведомости о выведенных из Крыма в Приазовье христианах» А. В. Суворова от 18 сентября 1778 года из деревни Янисоль выселен 831 грек (437 мужчин и 394 женщины), основавших в Приазовье, в память о родине, село Большой Янисоль. По ведомости генерал-поручика О. А. Игельстрома от 14 декабря 1783 года в селении, после выхода христиан, оставалось 85 домов «в том числе разваленных 36, целых 49, и сии последния проданы татарам от хана» и 1 целая церковь. Согласно «Ведомости… какие христианские деревни и полных дворов. И как в оных… какие церкви служащие, или разорённые. …какое число священников было…» от 14 декабря 1783 года в селе Малый Елисало числилось 85 греческих дворов, церковь святых Феодора Тирона и Феодора Стратилата в коей 2 священника. Крымский историк А. И. Маркевич, осматривавший развалины церкви в конце XIX века, пришёл к выводу, что она была перестроена из армянской. Размеры здания — 11 аршинов в длину и 8 в ширину, кровля была сводчатой, никаких рисунков и надписей учёний не обнаружил. В ведомости «при бывшем Шагин Герее хане сочиненная на татарском языке о вышедших християн из разных деревень и об оставшихся их имениях в точном ведении его Шагин Герея» и переведённой 1785 году, содержится список 56 жителей деревни Яни Сала, владевших 83 домами, с подробным перечнем имущества и земельных владений. У Юри было 4 дома, 4 хозяина имели по 3 дома и 16 — по 2 дома, у остальных числилось по 1 дому; 41 дом был продан, 31 — разорён. У 8 жителей земельных владений не записано, почти у всех остальных перечислены пашни (засевы), у многих — сады. Также содержится приписка, что «Сия деревня отдана во владение его сиятельству графу Безбородке» и отсылка к другому архивному документу, в котором сказано, что «Помятутои Исмаил ага продал строения церковь каменная состоит равно и протчее». По Камеральному Описанию Крыма… 1784 года, в последний период Крымского ханства Енисала входила в Карасубазарский кадылык Карасубазарского каймаканства.

После присоединения Крыма к России (8) 19 апреля 1783 года, (8) 19 февраля 1784 года, именным указом Екатерины II сенату, на территории бывшего Крымского Ханства была образована Таврическая область и деревня была приписана к Левкопольскому, а после ликвидации в 1787 году Левкопольского — к Феодосийскому уезду Таврической области. После Павловских реформ, с 1796 по 1802 год, входила в Акмечетский уезд Новороссийской губернии. Пётр Паллас в труде «Наблюдения, сделанные во время путешествия по южным наместничествам Русского государства в 1793—1794 годах» упомянул селение 
В деревне Енисала есть греческая церковь еще в хорошем состоянии, хотя все жители выселились; заместившие их татары имеют только жалкую мечеть.
 По новому административному делению, после создания 8 (20) октября 1802 года Таврической губернии, Енисала была включена в состав Кокташской волости Феодосийского уезда.
По Ведомости о числе селений, названиях оных, в них дворов… состоящих в Феодосийском уезде от 14 октября 1805 года, в деревне Ени-Сала числилось 31 двор и 128 жителей, исключительно крымских татар. На военно-топографической карте генерал-майора Мухина 1817 года Енисала обозначена с 31 двором. После реформы волостного деления 1829 года Енисала, согласно «Ведомости о казённых волостях Таврической губернии 1829 года», осталась в составе Кокташской волости. На карте 1836 года в деревне 54 двора, как и на карте 1842 года.
В 1860-х годах, после земской реформы Александра II, деревню приписали к Таракташской волости того же уезда. В «Списке населённых мест Таврической губернии по сведениям 1864 года», составленном по результатам VIII ревизии 1864 года, Ени-Сала — владельческая татарская деревня с 57 дворами, 180 жителями и мечетью при речке Тунасе. По обследованиям профессора А. Н. Козловского начала 1860-х годов, селение «…изобилуют родники прекрасной пресной воды». На трёхверстовой карте Шуберта 1865—1876 года в деревне Ени-Сала обозначено 58 дворов). В «Памятной книге Таврической губернии 1889 года» по результатам Х ревизии 1887 года записана Ени-Сала, с 90 дворами и 436 жителями. На верстовой карте 1890 года в деревне обозначено 100 дворов с татарским населением.

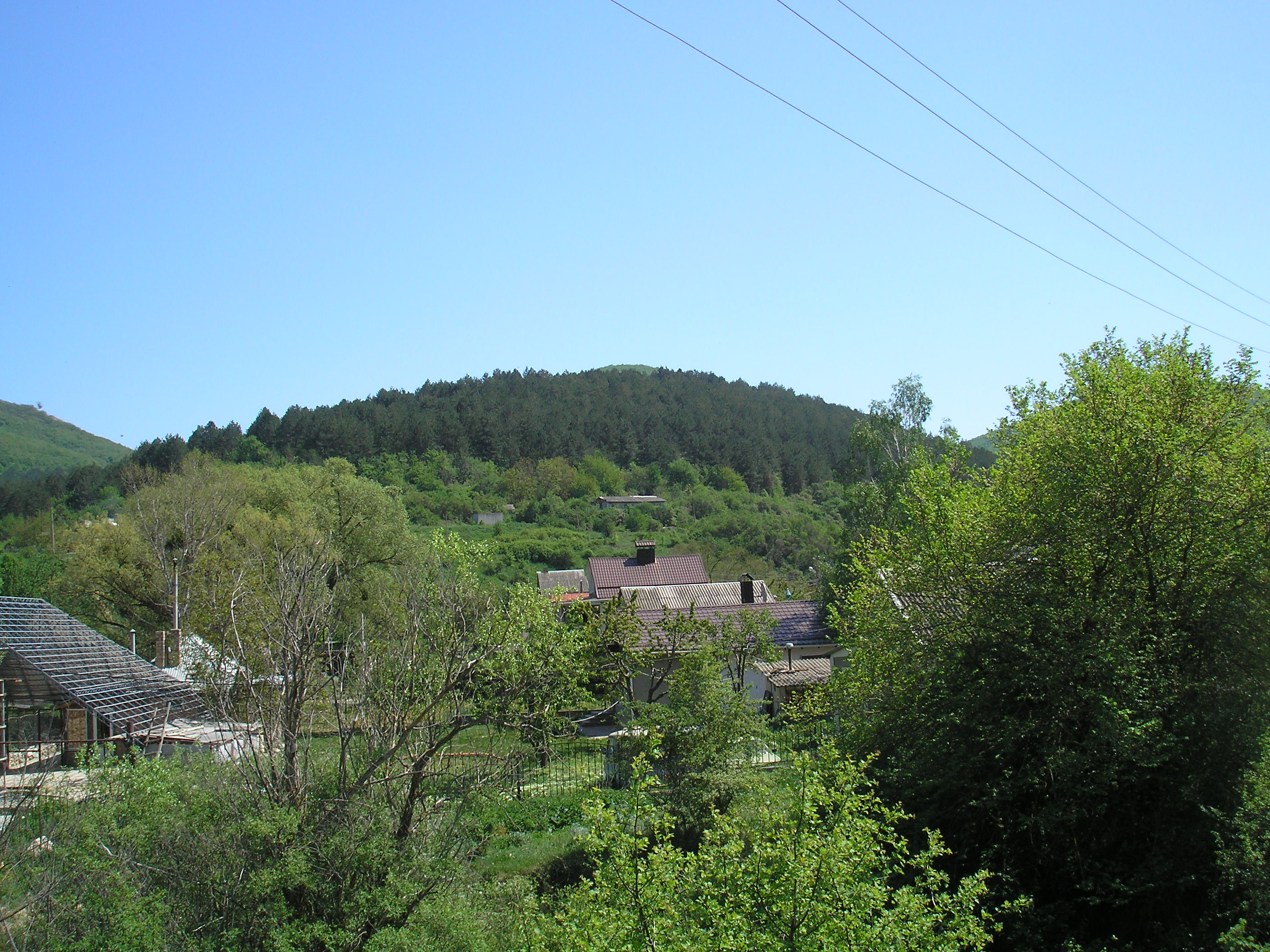

После земской реформы 1890-х годов деревню приписали к Салынской волости.
По «…Памятной книжке Таврической губернии на 1892 год» в Ени-Сале, входившей в Сартанское сельское общество, числилось 508 жителей в 100 домохозяйствах. На подробной военно-топографической карте 1892 года в Ени-Сале также обозначены 100 дворов с татарским населением. Перепись 1897 года зафиксировала в деревне 545 жителей, из них 539 крымских татар. Около 1900 года в деревне было открыто
медресе. По «…Памятной книжке Таврической губернии на 1902 год» в Ени-Сале, входившей в Сартанское сельское общество, числилось 604 жителя в 130 домохозяйствах. По Статистическому справочнику Таврической губернии. Ч.II-я. Статистический очерк, выпуск пятый Феодосийский уезд, 1915 год, в деревне Ени-Сала Салынской волости Феодосийского уезда числилось 122 двора (95 дворов с землёй, 27 — безземельные) с татарским населением в количестве 369 человек приписных жителей и 80 «посторонних», из которых 229 мужчин и 220 женщин. Жители владели 40 десятинами удобной земли. В хозяйствах имелось 15 лошадей, 50 волов, 40 коров и 100 голов овец, свиней, или коз.
После установления в Крыму Советской власти, по постановлению Крымревкома от 8 января 1921 года была упразднена волостная система и село вошло в состав вновь созданного Карасубазарского района Симферопольского уезда, а в 1922 году уезды получили название округов. 11 октября 1923 года, согласно постановлению ВЦИК, в административное деление Крымской АССР были внесены изменения, в результате которых округа ликвидировались, Карасубазарский район стал самостоятельной административной единицей и село включили в его состав. Согласно Списку населённых пунктов Крымской АССР по Всесоюзной переписи 17 декабря 1926 года, в селе Ени-Сала, центре Ени-Сальского сельсовета Карасубазарского района, числилось 107 дворов, все крестьянские, население составляло 480 человек, из них 467 татар, 12 русских, 1 армянин, действовала татарская школа. По данным всесоюзной переписи населения 1939 года в селе проживало 485 человек. В период оккупации Крыма, 17 и 18 декабря 1943 года, в ходе операций «7-го отдела главнокомандования» 17 армии вермахта против партизанских формирований, была проведена операция по заготовке продуктов с массированным применением военной силы, в результате которой село Ени-Сала было сожжено и все жители вывезены в Дулаг 241.
В 1944 году, после освобождения Крыма от фашистов, согласно постановлению ГКО № 5859 от 11 мая 1944 года, 18 мая крымские татары из Ени-Салы были депортированы в Среднюю Азию. 12 августа 1944 года было принято постановление № ГОКО-6372с «О переселении колхозников в районы Крыма», в исполнение которого в район завезли переселенцев: 6000 человек из Тамбовской и 2100 — Курской областей, а в начале 1950-х годов последовала вторая волна переселенцев из различных областей Украины. Указом Президиума Верховного Совета РСФСР от 21 августа 1945 года Ени-Сала была переименована в Красноселовку и Ени-Сальский сельсовет — в Красноселовский. С 25 июня 1946 года Красносёловка в составе Крымской области РСФСР, а 26 апреля 1954 года Крымская область была передана из состава РСФСР в состав УССР. Время упразднения сельсовета и переподчинения Криничненскому пока точно не установлено: известно, что это произошло до 1960 года, поскольку на этот год село уже входило в его состав. По данным переписи 1989 года в селе проживало 24 человека. С 12 февраля 1991 года село в восстановленной Крымской АССР, 26 февраля 1992 года переименованной в Автономную Республику Крым. С 21 марта 2014 года в составе Крыма аннексирована Россией.